# Fritz Wedel Jarlsberg
Frederik "Fritz" Christian baron Wedel Jarlsberg (7. februar 1757 i København – 31. august 1831 på Luderupgård) var en dansk godsejer, teaterdirektør og forfatter.
Wedel-Jarlsberg var eneste søn af Frederik Wedel Jarlsberg til Ravnstrup på Sjælland og Charlotte Amalie født von Bülow. Han studerede jura og kameralvidenskaber i Göttingen og Leipzig, blev 1777 auskultant i Rentekammeret, 1779 tjenstgørende kammerjunker ved arveprins Frederiks hof og 2 år efter udnævnt til kammerherre. På grund af en duel med en anden hofmand tog han 1781 sin afsked fra hoffet. Han kastede sig nu over landvæsenet og købte en selvejergård ved Næstved; 1790 arvede han Ravnstrup.
Wedel-Jarlsberg kom tidlig ind på forfatterbanen; 1782 debuterede han med et skuespil Bondedyd, der skildrede, hvorledes der blandt de gamle uvidende og forkuede bønder var ved at skyde en ung lovende slægt op. Helten i stykket, en ung bondekarl, vil ikke overtræde sin pligt, ikke en gang for at vinde sin elskede; thi "at opfylde sin Pligt er Bondens Ære". Dermed havde Wedel-Jarlsberg, som var søn af en meget konservativ godsejer, indrulleret sig blandt bondestandens forkæmpere (jvfr. også hans skuespil Den sjældne unge Herremand og Det var omsonst, begge fra 1794).
Han blev en af de liberale fremskridtsmænd og deltog i mange af de angreb, som disse rettede mod det gamle system. I hæfteskriftet Den gejstlige Stand bør afskaffes (1795-97) erklærede han, at Christian Bastholms forslag til en reform af gejstligheden og kirken ikke ville hjælpe; der var kun én udvej: at afskaffe præsterne helt og holdent. I "Dyvekefejden" tog han Peter Andreas Heibergs parti og vandt derved hans venskab; Heiberg tiltaler ham med hæderstitelen "Borger". Da denne i 1799 blev sat under tiltale efter Trykkefrihedsforordningen af 1799, erklærede Wedel-Jarlsberg, at blev han dømt, så havde "vi aldrig de jure haft nogen Trykkefrihed i Danmark". Han udgav et kritisk skrift om den nye trykkelovgivning Frimodige Forestillinger i Anledning af Trykkefriheds-Loven af 27. September d. A. Hs. Kongl Høihed Kronprindsen underdanigst tilegnet (1799).
I de følgende år var Wedel-Jarlsberg, meget optaget af den dramatiske kunst; han skrev en del skuespil, hvoraf intet nåede til opførelse på det Kongelige Teater og kun et par at få nogle anmeldende linjer i et blad, og bestyrede end videre i flere år et provinsteater, der gav forestillinger i Næstved, Helsingør, Odense og andre steder. 1821 udgav han skriftet Henpeg paa de formentlig mest virksomme Midler til Statens Flor igjen der ved tvivlsomme idéer fremdrog forslag til den nationale økonomis forbedring. På grund af skriftets kritik af regeringen blev de diskuteret ivrigt af de deputerede i Kancelliet som skulle vurdere om skriftets forfatter skulle retsforfølges. Men resultatet blev at skriftet, med nogle få ændringer kunne passere. Han oversatte også skrifter, f.eks. Betragtninger foredragne Kongen (Ludvig XVIII) i Juli 1814 (1815) af Lazare Carnot.
I 1804 solgte han Ravnstrup og købte senere en mindre landejendom, Søgaard, ved Næstved.
Wedel-Jarlsberg var 2 gange gift: 1. (1784) med Ulrika Eleonora komtesse Brockdorff (no) (d. 1790); 2. (1823) med Konstance friherreinde de Koskull (sv) (d. 1840), fra hvem han blev separeret.